# Universität Khon Kaen

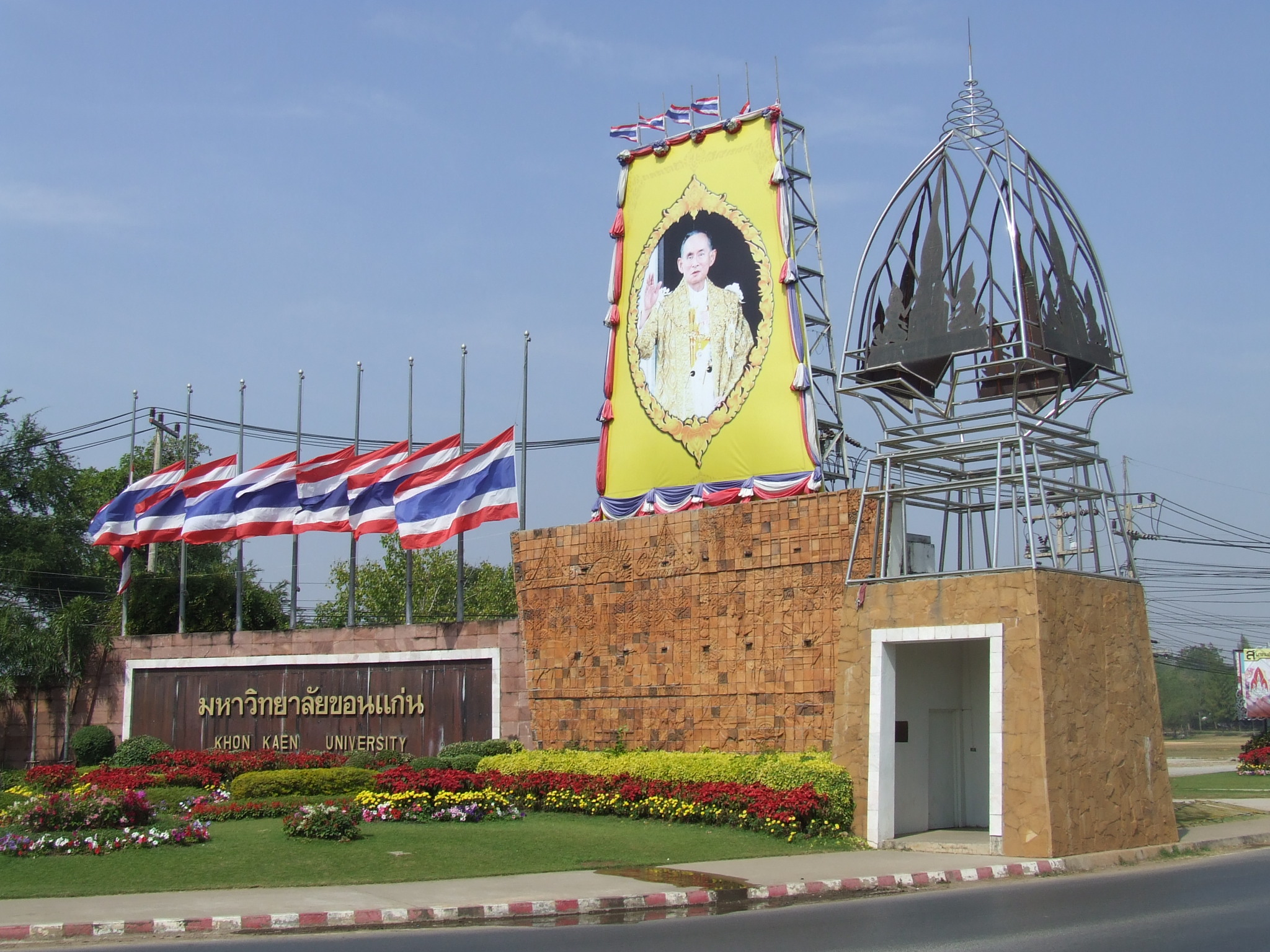
Sithan-Tor, Universität Khon Kaen

Die Universität Khon Kaen (thailändisch มหาวิทยาลัยขอนแก่น, RTGS: Mahawitthayalai Khon Kaen; englisch Khon Kaen University, kurz KKU) ist eine Universität in Khon Kaen in Nordost-Thailand (Isan). Sie dient als Zentrum für die tertiäre Ausbildung im Nordosten von Thailand.

## Geschichte
Schon während der Regierungszeit von König Ananda Mahidol (Rama VIII.) bestand der Plan der Regierung von Premierminister Phibunsongkhram, die Ausbildung im ganzen Land zu verbessern. Zunächst war Ubon Ratchathani als Standort für eine Universität vorgesehen, doch wurde dies durch den Ausbruch des Zweiten Weltkriegs verhindert. Thailand stellte sich an die Seite Japans und konnte keine größeren Anstrengungen im Isan unternehmen. Dies sollte sich erst wieder 1960, während der Regierungszeit des diktatorischen Ministerpräsidenten Sarit Thanarat, ändern. Sarit war selbst im Isan aufgewachsen und bemühte sich besonders um die Entwicklung der Region.
1962 wurde eine Institution für Weiterbildung auf dem Gebiet der Ingenieurwissenschaft und der Landwirtschaft vorgeschlagen. Es wurde in Khon Kaen als Institut für Technologie (Khon Kaen Institute of Technology) errichtet. Danach benannte man die Einrichtung in Universität von Nordost-Thailand um.
1963 wurde der Campus vier Kilometer nordwestlich von Khon Kaen aufgebaut, der etwa 3,3 Quadratkilometer umfasste. 1965 änderte das Büro des Premierministers den Namen der Universität offiziell in Universität Khon Kaen, da nun auch in anderen Städten des Nordostens Universitäten errichtet wurden.
Die Universität Khon Kaen war 2014 die erste bedeutende öffentliche Einrichtung in Nordostthailand, die ihr Schild am Haupteingang außer in thailändischer Schrift auch in Tai-Noi-Schrift, mit der traditionell die Laotische Sprache geschrieben wurde, beschriftet hat. Dies ist ein Symbol für die eigene regionale Identität des Nordostens. Die Politik der „Thaiisierung“ hatte regionale Sprachen lange Zeit unterdrückt.

## Fakultäten und Colleges

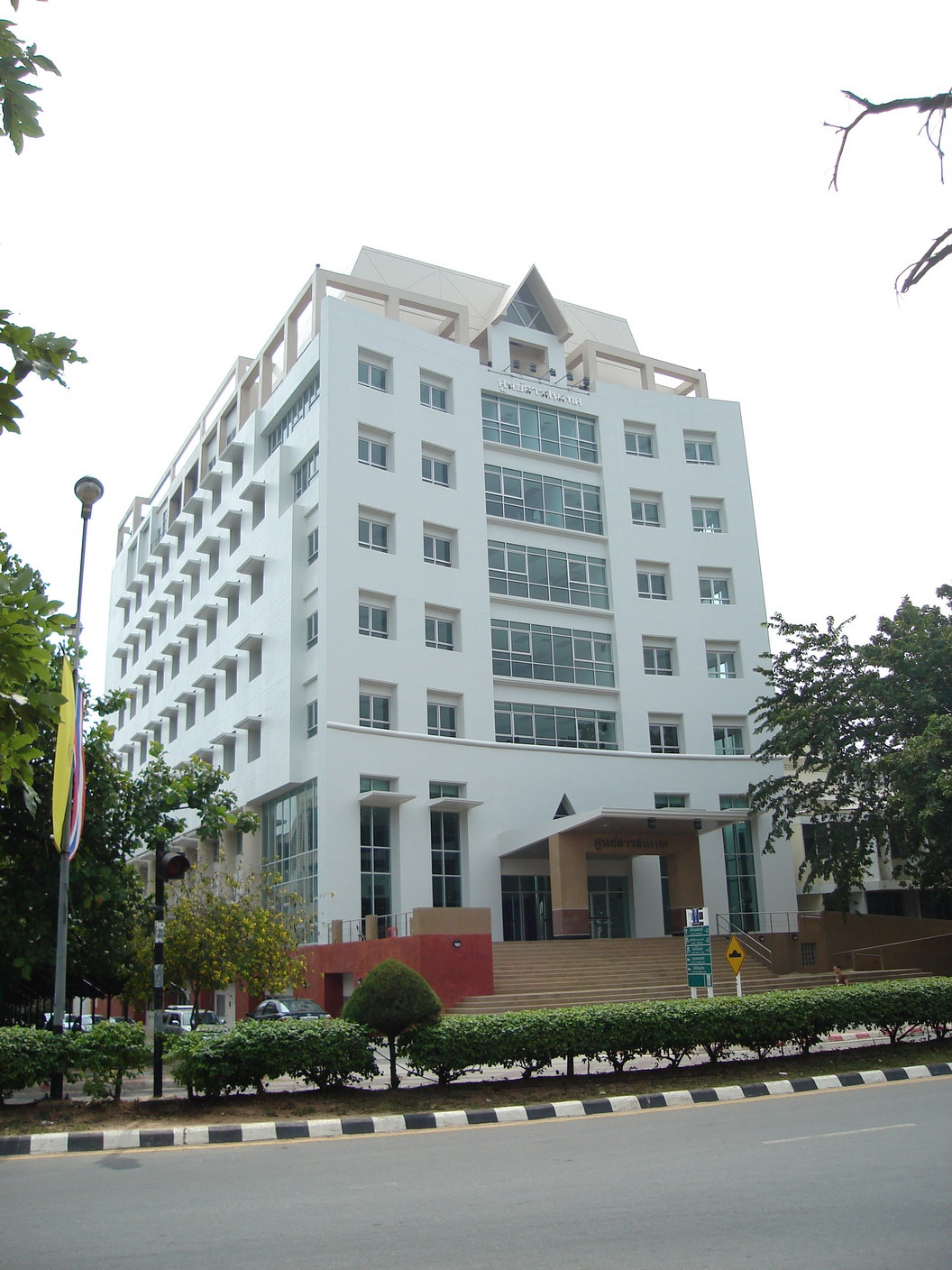
Informationszentrum der Universität

Die Universität Khon Kaen hat 20 Fakultäten und Colleges.
- Fakultät für Naturwissenschaften
- Fakultät für Landwirtschaft
- Fakultät für Ingenieurwesen
- Fakultät für Pädagogik
- Fakultät für Heilpflege
- Fakultät für Medizin
- Fakultät für Geistes- und Sozialwissenschaft
- Fakultät für Associated Medical Sciences
- Fakultät für Öffentliche Gesundheit
- Fakultät für Zahnheilkunde
- Fakultät für Pharmazie
- Fakultät für Technologie
- Fakultät für Veterinärmedizin
- Fakultät für Architektur
- Fakultät für Management
- Fakultät für die Schönen und angewandten Künste
- Fakultät für Rechtswesen
- Graduiertenkolleg
- College für Graduiertenausbildung in Management
- Nong Khai College

## Forschung
Das Zentrum für tropische Futterstoffe (Tropical Feed Resources Research and Development Center, TROFREC) ist eines der führenden Forschungsinstitute für Futtermittel in Asien.

## Ranking
Im QS World University Ranking 2013 zählte die Universität Khon Kaen in einigen Fächern der Bereiche Geistes- sowie Medizin- und Biowissenschaften zu den fünf renommiertesten Universitäten Thailands. In Pharmazie und Pharmakologie belegte sie den dritten Platz. In der Gesamtwertung QS University Ranking Asia belegte sie den sechsten Platz innerhalb Thailands, gleichauf mit der King Mongkut’s University of Technology Thonburi.